# Real Face
《Real Face》是KAT-TUN的第一张单曲同是也是出道曲，2006年3月22日发行。

## 概要
- 專輯『Best of KAT-TUN』、DVD『Real Face Film』三款同時發售。全都是以KAT-TUN専用的標籤J-One Records發售。
- 初回限定盤以每個團員為中心各自做了一個封套。而通常盤則收錄了「Will Be All Right」作為附歌。

### 各種記録
- ORICON首週銷售量達到75.4萬張，是B'z的『裸足的女神』首週銷售77.8萬張以來ORICON單曲榜史上第13高的記録。2000年以來僅有宇多田光的『Wait&See ～Risk～』、『Can You Keep A Secret?』以來的第3高（達成週時点で）。
- 雖然是同樣的單曲，但包裝的形式不同，一共出了九個版本。其中六個版本是以六個成員放在中間，一個版本是通常盤，一個版本是通常盤初回附加，及一個版本是BOX版本。以當時非官方計算，Oricon單曲榜頭10位的銷售情況如下：第1位是完全限定BOX、2位是通常盤、3位是初回限定盤（龜梨和也）、4位是初回限定盤（赤西仁）、6位是初回限定盤（田口淳之介）、7位是初回限定盤（上田龍也）、8位是初回限定盤（中丸雄一）及9位是初回限定盤（田中聖）。
- 出道曲獲得ORICON公信榜連續三週單曲冠軍。3週冠軍，是自KinKi Kids「Anniversary」以來，相隔了1年3個月。至於出道單曲3週冠軍的成就，是自KinKi Kids「玻璃少年」以來隔了8年8個月，作為2000年以後出道的團體則是第一個。
- 創造「Real Face」75.4萬張，「Best of KAT-TUN」55.7萬張，「Real Face Film」37.4萬張首週銷售額的記錄，達成三冠王。三冠王是自2000年10月9日濱崎步『SURREAL』『Duty』『ayumi hamasaki concert tour 2000 A 第1幕』（2000年）以來，隔5年半歷史上的第2組，作為出道新人則是史上首次。如果將USEN（有線）綜合排行、原唱鈴聲下載排行算入，則是五冠王。
- Real Face單曲發售9週後突破百萬銷售量。同時，在年度內（前一年12月第一週到今年11月最後一周）的成就，是自2003/3/24 SMAP「世界僅有的一朵花」以來的百萬單曲，相隔了3年又2月。另外以出道曲而言，是自2001/6/25（發售15週後）的CHEMISTRY「PIECES OF A DREAM」以來，相隔了約5年的壯舉。
- 龜梨和也以修二與彰的名義發行的單曲「青春Amigo」後，連續兩張單曲都獲得ORICON公信榜的冠軍同時達到百萬張的銷售量。
- 本單曲拿下ORICON公信榜2006年單曲榜年終排行榜冠軍。

### 關連作品
- 同時發售的DVD『Real Face Film』是『Real Face』的PROMOTION VIDEO等OFF SHOW等的收錄作品。45萬張以上的銷售量，是音乐DVD日本國內史上最高的銷售記錄。
- 單曲『Real Face』・專輯『Best of KAT-TUN』・DVD『Real Face Film』完全限定BOX一起發售。並附上特別介紹小冊及原創貼紙。

## 收錄曲目
1. Real Face
  - RAP詞是成員的田中聖以JOKER的名義創作的。吉他部分成員上田龍也有参加彈奏。
2. GLORIA
  - 『世界排球運動大獎賽2005』主題曲。與當時披露的編曲做了大幅的改變。
3. Will Be All Right
4. Real Face (ORIGINAL・卡拉OK)
5. GLORIA (ORIGINAL・卡拉OK)
6. Will Be All Right（ORIGINAL・卡拉OK）

- 作詞：スガシカオ（#1）、久保田洋司（#2）、KAT-TUN（#3）
- Rap詞：JOKER（#1）
- 作曲：松本孝弘（#1,4）、馬飼野康二（#2,5）、原一博（#3,6）
- 編曲：松本孝弘、徳永暁人（#1）、長岡成貢（#2,5）、原一博（#3,6）、CHOKKAKU（#4）